# サンジャシントの戦い
サンジャシントの戦い（サンジャンシントのたたかい）は、テキサス独立戦争中の1836年4月21日に、テキサス人反乱軍がメキシコ軍をテキサス州サンジャシント川付近で破った戦い。サン・ハチントの戦い（サン・ハチントのたたかい）ともいう。

## ヒューストンの東下
テキサス勢は、アラモの戦いやゴリアドの虐殺で兵員が減少していた。最高司令官に任命されていたサミュエル・ヒューストンは、アラモ陥落の知らせを受け取るとゴンザレスの街を焼き払い東下を開始した。これに対しメキシコ軍は、大統領サンタ・アナの号令のもと部隊を分散させテキサス軍の追撃を開始した。メキシコに対する恨みからヒューストンに対する兵たちの風当たりは悪かったが、彼はメキシコ軍の一歩手前を逃げ隠れした。

## サンジャシント
4月20日、テキサス軍の斥候ディーフ・スミスがメキシコ軍の伝令を捕まえ、サンタ・アナの居場所が確定した。この情報を元に、ヒューストンは4月21日に800人の兵でシエスタ中のメキシコ軍1500人を奇襲した。戦闘自体はわずか18分で、テキサス軍の犠牲は18名だったが敗走したメキシコ軍は650名が殺された。

## テキサスの独立
4月22日、一兵卒に化けていたサンタ・アナ大統領がとらわれ、彼は自らの命と引き換えにテキサス暫定政府にメキシコ支配権を譲渡し、軍隊をリオ・グランデ川以南へ引き上げることを承諾。テキサス共和国は正式にメキシコから独立した。

## 記念

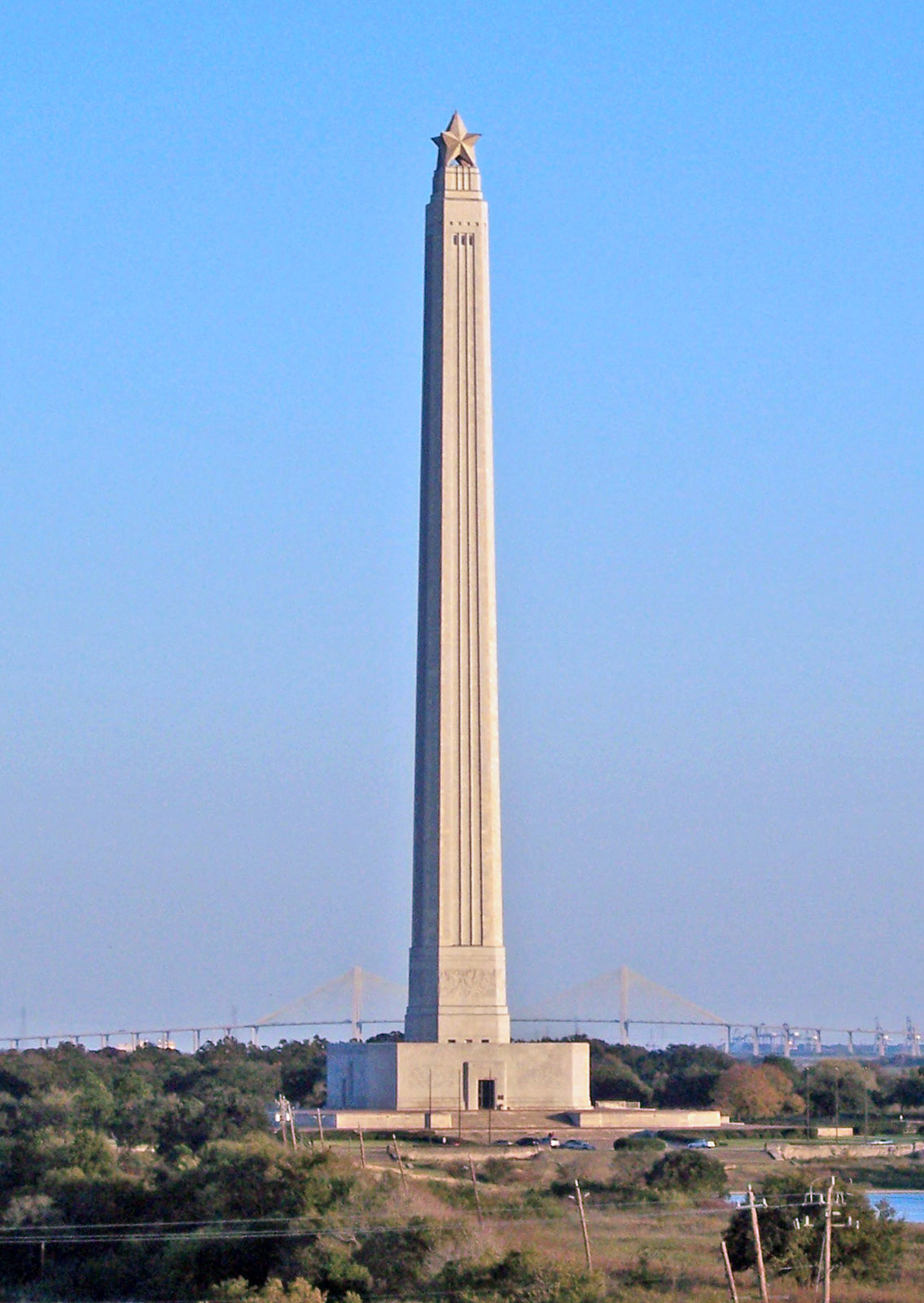
サンジャシント記念塔

今日、サンジャシント戦場州定史跡には、戦いを記念して、世界で最も高い記念塔であるサンジャシント記念塔が立っている。公園はヒューストンのおよそ40km（25マイル）東のディアパーク（Deer Park）の近くに位置している。
テキサス海軍と合衆国海軍は共に、スクーナー「サンジャシント」と「USS サンジャシント」（サンジャシントを参照）という、サンジャシントの戦いにちなんで名付けられた軍艦を建造した。
サンジャシント・デイ・フェスティバルと戦いの再現は、4月にサンジャシント戦場州定史跡で年に一度開催されている。